# Scott Peters

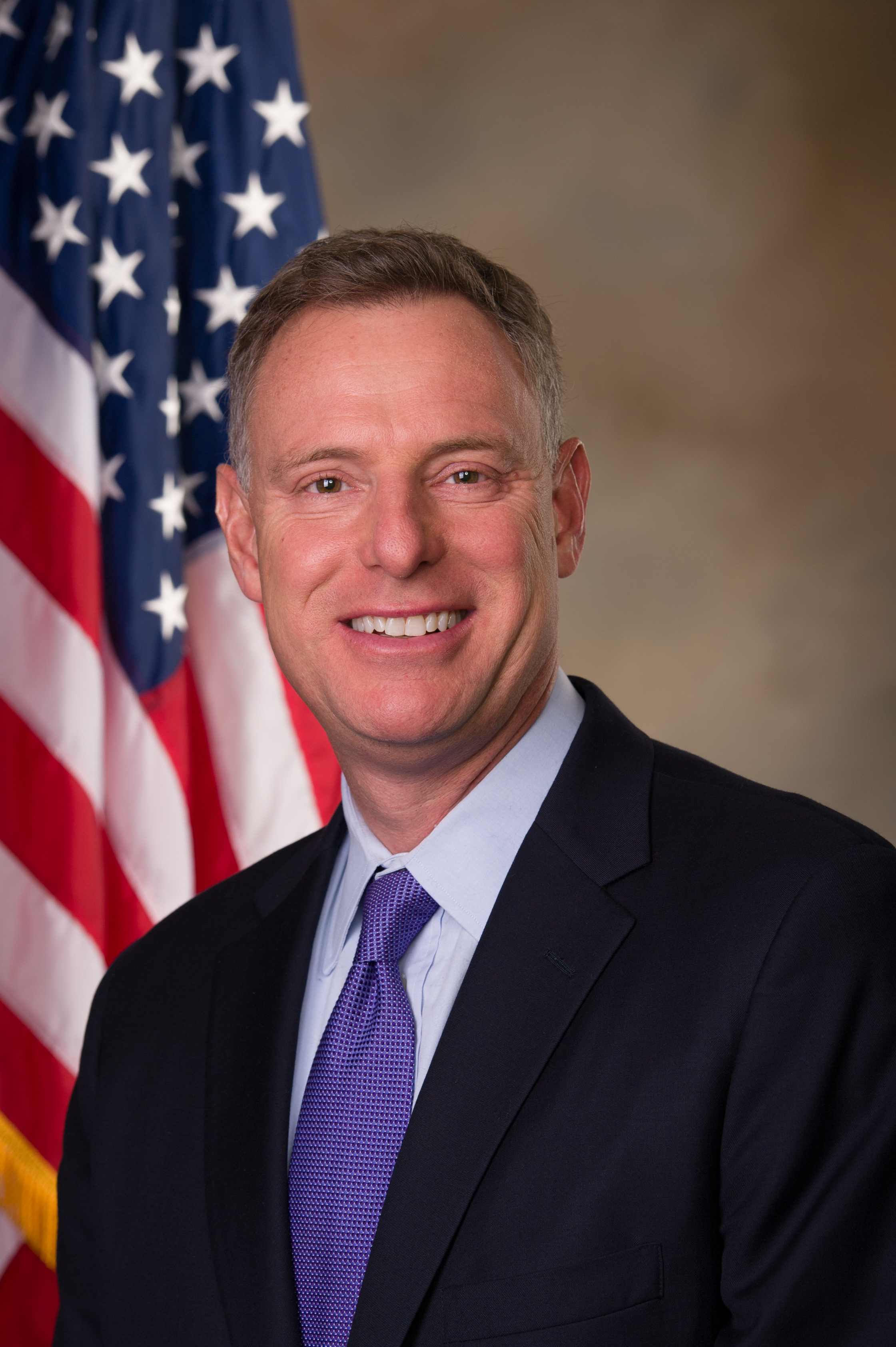
Scott Peters (2013)

Scott Harvey Peters (* 17. Juni 1958 in Springfield, Clark County, Ohio) ist ein US-amerikanischer Politiker der Demokratischen Partei. Seit 2023 vertritt er den 50. Distrikt des Bundesstaats Kalifornien im US-Repräsentantenhaus.

## Werdegang
Scott Peters wurde in Ohio geboren und wuchs in Michigan auf. Er studierte bis 1980 an der Duke University in Durham (North Carolina). In den Jahren 1980 und 1981 arbeitete er für die Environmental Protection Agency (EPA). Nach einem anschließenden Jurastudium an der New York University und seiner 1984 erfolgten Zulassung als Rechtsanwalt begann er in Kalifornien in diesem Beruf zu praktizieren. Eines seiner Spezialgebiete ist das Umweltrecht. Von 1991 bis 1996 war er stellvertretender Staatsanwalt für die Stadt San Diego. Von 2000 bis 2008 saß er im dortigen Stadtrat, dessen Vorsitz er ab 2006 innehatte. Von 2009 bis 2012 war er als Commissioner des Hafengebiets von San Diego tätig.
Peters ist verheiratet und hat zwei Kinder. Privat lebt er in La Jolla (ein Stadtteil San Diegos).

## Politik
Politisch schloss er sich der Demokratischen Partei an. Bei den Kongresswahlen des Jahres 2012 wurde Peters im 52. Kongresswahlbezirk von Kalifornien in das US-Repräsentantenhaus, wo er am 3. Januar 2013 die Nachfolge von Duncan D. Hunter antrat, der in den 50. Distrikt wechselte. Bei der Wahl gewann er 51 Prozent der Wählerstimmen gegenüber 49 Prozent, die auf seinen republikanischen Gegenkandidaten Brian Bilbray entfielen, der bis dahin den 50. Distrikt des Bundesstaats im Kongress vertreten hatte. In den folgenden vier Wiederwahlen in den Jahren 2014 bis 2018 konnte er sich jedes Mal durchsetzen. Die Wahl 2020 gewann er mit 61,6 % gegen den Republikaner Jim DeBello.
Die offene Primary (Vorwahl) für die Wahlen 2022, nunmehr für den 50. Distrikt, am 7. Juni entschied er mit über 53 % der Stimmen für sich. Er trat am 8. November 2022 gegen Corey Gustafson von der Republikanischen Partei an. Er besiegte Gustafson mit 60 % und ist damit seit dem 3. Januar 2023 im Repräsentantenhaus des 118. Kongresses vertreten. 2024 wurde er mit 64,3 % in den 119. Kongress gewählt.

### Ausschüsse
Er ist aktuell Mitglied in folgenden Ausschüssen des Repräsentantenhauses:
- Committee on Energy and Commerce
  - Energy, Climate, and Grid Security
  - Environment, Manufacturing, and Critical Materials
  - Oversight and Investigations
- Committee on the Budget

Zuvor war Peters auch Mitglied im Committee on Small Business sowie im Joint Economic Committee.